# Luciola
Luciola is een geslacht van kevers uit de familie glimwormen (Lampyridae). Het geslacht werd voor het eerst wetenschappelijk beschreven in 1833 door Laporte.

## Soorten
- Luciola aemula E. Olivier, 1891
- Luciola affinis Ritsema, 1875
- Luciola amplipennis Fairmaire, 1880
- Luciola angusticollis E. Olivier, 1886
- Luciola antennalis Bourgeois, 1905
- Luciola antica Boisduval, 1835
- Luciola antipodum Bourgeois, 1884
- Luciola apicalis (Eschscholtz, 1822)
- Luciola aquilaclara Ballantyne in Ballantyne & Lambkin, 2013
- Luciola atriceps Pic, 1916
- Luciola atrimembris Pic, 1933
- Luciola atripes Pic, 1929
- Luciola atritarsis Pic, 1916
- Luciola atriventris Pic, 1925
- Luciola aurantiaca Pic, 1927
- Luciola auritula E. Olivier, 1910
- Luciola basipennis Pic, 1958
- Luciola bicoloriceps Pic, 1924
- Luciola bimaculata Klug, 1855
- Luciola bimaculicollis (Boheman, 1851)
- Luciola binhana Pic, 1927
- Luciola binotata Pic, 1951
- Luciola biscutellata Fairmaire, 1896
- Luciola bomansi Pic, 1956
- Luciola bourgeoisi E. Olivier, 1895
- Luciola burgeoni Pic, 1931
- Luciola caffra (Boheman, 1851)
- Luciola candezei E. Olivier, 1902
- Luciola capensis (Fabricius, 1775)
- Luciola carinaticollis Pic, 1952
- Luciola cavifrons Fairmaire, 1900
- Luciola chapaensis Pic, 1923
- Luciola christyi Pic, 1931
- Luciola cincta (Fabricius, 1787)
- Luciola cincticollis Klug, 1855
- Luciola cingulata E. Olivier, 1885
- Luciola cisteloides Klug, 1855
- Luciola clara E. Olivier, 1907
- Luciola collarti Pic, 1931
- Luciola complanata Gorham, 1895
- Luciola completelimbata Pic, 1952
- Luciola concreta E. Olivier, 1907
- Luciola congoana E. Olivier, 1895
- Luciola consobrina Hicker, 1942
- Luciola costulata Fairmaire, 1886
- Luciola coxalis E. Olivier, 1883
- Luciola cruciata Motschulsky, 1854
- Luciola curticollis Pic, 1927
- Luciola curtithorax Pic, 1928
- Luciola davidis E. Olivier, 1895
- Luciola delauneyi Bourgeois, 1890
- Luciola deleta Fairmaire, 1896
- Luciola deplanata Pic, 1929
- Luciola dilatata Pic, 1929
- Luciola dilecta E. Olivier, 1908
- Luciola discicollis Laporte, 1833
- Luciola discobrunnescens Pic, 1951
- Luciola discoidalis Pic, 1931
- Luciola dregei (Motschulsky, 1853)
- Luciola errans E. Olivier, 1902
- Luciola exigua (Gyllenhal in Schönherr, 1817)
- Luciola exoleta Motschulsky, 1854
- Luciola exstincta E. Olivier, 1886
- Luciola extricans (Walker, 1858)
- Luciola falsa E. Olivier in Wytsman, 1907
- Luciola fasciiventris Fairmaire, 1898
- Luciola filiformis E. Olivier, 1913
- Luciola fissicollis Fairmaire, 1891
- Luciola flava Pic, 1929
- Luciola flavescens (Boisduval, 1835)
- Luciola flebilis E. Olivier, 1909
- Luciola fletcheri Pic, 1935
- Luciola fukiensis Pic, 1955
- Luciola fusca (Motschulsky, 1854)
- Luciola fuscula (Boheman, 1851)
- Luciola gaiffei Alluaud, 1899
- Luciola galactopyga Fairmaire, 1884
- Luciola gaudens E. Olivier, 1910
- Luciola gemina E. Olivier, 1905
- Luciola geniculata E. Olivier, 1902
- Luciola ghesquierei Pic, 1934
- Luciola gigantea Pic, 1916
- Luciola gigas E. Olivier, 1888
- Luciola gowdeyi Pic, 1933
- Luciola grandjeani Pic, 1931
- Luciola hirticeps E. Olivier, 1888
- Luciola horni Bourgeois, 1905
- Luciola hypocrita E. Olivier, 1888
- Luciola ibukiyamana Nawa, 1921
- Luciola imbellis E. Olivier, 1908
- Luciola imerinae Bourgeois, 1899
- Luciola immarginata Bourgeois, 1890
- Luciola impedita E. Olivier, 1902
- Luciola incerta (Boisduval, 1835)
- Luciola infuscata (Erichson, 1834)
- Luciola inlateralis Pic, 1952
- Luciola innotatipennis Pic, 1916
- Luciola insignis E. Olivier, 1883
- Luciola intermedia Fairmaire, 1896
- Luciola intricata (Walker, 1858)
- Luciola italica (Linnaeus, 1767)
- Luciola japonica (Thunberg, 1784)
- Luciola jeanvoinei Pic, 1927
- Luciola judaica E. Olivier, 1884
- Luciola kagiana Matsumura, 1928
- Luciola kervillei E. Olivier, 1909
- Luciola klapperichi Pic, 1955
- Luciola krugeri E. Olivier, 1905
- Luciola kuroiwae Matsumura, 1918
- Luciola laeta Gerstaecker, 1871
- Luciola latediscoidalis Pic, 1952
- Luciola latelimbata Pic, 1956
- Luciola laticollis Gorham, 1883
- Luciola leroyi Pic, 1952
- Luciola limbalis Fairmaire, 1889
- Luciola limbatipennis Pic, 1923
- Luciola longula E. Olivier, 1914
- Luciola lucernula Reiche in Galin, 1850
- Luciola lusitanica (Charpentier, 1825)
- Luciola maculiscuta Fairmaire, 1884
- Luciola madagascariensis (Guérin-Méneville, 1831)
- Luciola magambae McDermott, 1963
- Luciola maindroni Pic, 1927
- Luciola major Pic, 1952
- Luciola mareei Pic, 1952
- Luciola mediodivisa Pic, 1952
- Luciola mediojuncta Pic, 1952
- Luciola melancholica E. Olivier, 1913
- Luciola melanura Laporte, 1833
- Luciola mendax E. Olivier, 1905
- Luciola mocquerysi E. Olivier, 1902
- Luciola mongolica Motschulsky, 1860
- Luciola multicostulata Pic, 1927
- Luciola mutata Pic, 1939
- Luciola nicolleri Bugnion, 1922
- Luciola nigripes Gorham, 1903
- Luciola nigritarsis Pic, 1927
- Luciola nitidicollis Pic, 1916
- Luciola nitidula (Fabricius, 1781)
- Luciola noctivaga E. Olivier in Wytsman, 1907
- Luciola notaticollis Pic, 1914
- Luciola novaki Müller, 1946
- Luciola obscura Pic, 1928
- Luciola obscuripennis Klug, 1855
- Luciola ochracea Gorham, 1895
- Luciola oculofissa Ballantyne in Ballantyne & Lambkin, 2013
- Luciola olivieri Bourgeois in Sjostedt, 1908
- Luciola overlaeti Pic, 1931
- Luciola owadai Satô & Kimura, 1994
- Luciola pallida Kolbe, 1883
- Luciola pallidipes Pic, 1928
- Luciola papariensis Doi, 1932
- Luciola parvula Kiesenwetter, 1874
- Luciola pattersoni Pic, 1935
- Luciola perpetiuscula Kolbe, 1887
- Luciola perspicua E. Olivier, 1907
- Luciola picea Gorham, 1882
- Luciola pici McDermott, 1966
- Luciola picticollis Kiesenwetter, 1874
- Luciola pieli Pic, 1939
- Luciola pouilloni Pic, 1931
- Luciola praestans E. Olivier, 1896
- Luciola praetermissa E. Olivier, 1909
- Luciola pumila (Boheman, 1851)
- Luciola puncticollis Laporte, 1833
- Luciola quadrimaculata Pic, 1952
- Luciola recticollis E. Olivier, 1900
- Luciola robusticeps Pic, 1928
- Luciola roseicollis Pic, 1933
- Luciola ruficollis (Guérin-Méneville, 1830)
- Luciola rugiceps E. Olivier, 1886
- Luciola satoi Jeng & Yang in Jeng et al., 2003
- Luciola scheitzae Pic, 1952
- Luciola semiventralis Fairmaire, 1899
- Luciola semivittata Pic, 1952
- Luciola septemmaculata E. Olivier, 1888
- Luciola sordida E. Olivier, 1905
- Luciola spectralis Gorham, 1880
- Luciola spilodera Fairmaire, 1898
- Luciola stanleyi E. Olivier, 1913
- Luciola stigmaticollis Fairmaire, 1887
- Luciola subunicolor Pic, 1931
- Luciola sudra Gorham, 1903
- Luciola syriaca (Costa, 1875)
- Luciola tabida Gorham, 1880
- Luciola taeniaticollis Fairmaire, 1886
- Luciola tenuicornis E. Olivier, 1885
- Luciola testaceipes Pic, 1916
- Luciola testaceiventris Pic, 1916
- Luciola tetrasticta Fairmaire, 1888
- Luciola tincticollis Gorham, 1895
- Luciola trimaculata Pic, 1916
- Luciola trivandrensis Raj, 1947
- Luciola turneri Pic, 1934
- Luciola umbratica E. Olivier in Wytsman, 1907
- Luciola unmunsana Doi, 1931
- Luciola varia E. Olivier, 1908
- Luciola vittata Laporte, 1833
- Luciola vleeschouwersi Pic, 1952
- Luciola xanthochroa Fairmaire, 1904
- Luciola xanthura Gorham, 1880

### Synoniemen
- Luciola trilucida Jeng & Lai in Jeng et al., 2003[2] =>[3] Emarginata trilucida (Jeng & Lai, 2003)
- Luciola lateralis Motschulsky, 1860 =>[4] Aquatica lateralis (Motschulsky, 1860)
- Luciola ficta Olivier, 1909[5] =>[4] Aquatica ficta (Olivier, 1909)
- Luciola hydrophila Jeng et al., 2003[6] =>[4] Aquatica hydrophila (Jeng et al., 2003)
- Luciola leii Fu & Ballantyne, 2006[7] =>[4] Aquatica leii (Fu & Ballantyne, 2006)
- Luciola ovalis (Hope,1831) =>[3] Asymmetricata ovalis (Hope in Gray, 1831)
- Luciola semimarginata Olivier, 1883 => Medeopteryx semimarginata (Olivier, 1883)
- Luciola timida Olivier, 1883 => Medeopteryx timida (Olivier, 1883)
- Luciola abscondita Olivier, 1891 => Pygoluciola abscondita (Olivier, 1891)
- Luciola ambita Olivier, 1896 => Pygoluciola ambita (Olivier, 1896)
- Luciola calceata Olivier, 1905 => Pygoluciola calceata (Olivier, 1905)
- Luciola insularis Olivier, 1883 => Pygoluciola insularis (Olivier, 1883)
- Luciola nitescens Olivier, 1903 => Pygoluciola nitescens (Olivier, 1903)
- Luciola vitalisi Pic, 1934 => Pygoluciola vitalisi (Pic, 1934)
- Luciola abdominalis (Olivier 1886) => Atyphella abdominalis (Olivier 1886)
- Luciola striata (Fabricius 1801) => Atyphella striata (Fabricius 1801)
- Luciola cerata Olivier, 1911 => Abscondita cerata (Olivier, 1911)
- Luciola promelaena Walker 1858 => Abscondita promelaena (Walker, 1858)
- Luciola aegrota Olivier 1891 => Abscondita promelaena (Walker, 1858)
- Luciola melaspis Bourgeois, 1909 => Abscondita promelaena (Walker, 1858)
- Luciola terminalis Olivier, 1883 => Abscondita terminalis (Olivier, 1883)
- Luciola anceyi Olivier, 1883 => Abscondita anceyi (Olivier, 1883)
- Luciola chinensis (Linnaeus, 1767) => Abscondita chinensis (Linnaeus, 1767)
- Luciola vespertina (Fabricius, 1801) => Abscondita chinensis (Linnaeus, 1767)
- Luciola praeusta Kiesenwetter, 1874 => Abscondita chinensis (Linnaeus, 1767)
- Luciola affinis Gorham, 1880 => Abscondita chinensis (Linnaeus, 1767)
- Luciola gorhami Ritsema, 1883 => Abscondita chinensis (Linnaeus, 1767)
- Luciola succincta Bourgeois => Abscondita chinensis (Linnaeus, 1767)
- Luciola dejeani Gemminger, 1870 => Abscondita perplexa (Walker, 1858)
- Luciola perplexa (Walker, 1858) => Abscondita perplexa (Walker, 1858)
- Luciola dubia Olivier, 1903 => Abscondita perplexa (Walker, 1858)
- Luciola pallescens Gorham, 1880 => Abscondita pallescens (Gorham, 1880)
- Luciola costata Lea, 1921 =>  '[Atyphella costata (Lea, 1921) => Aquilonia costata (Lea, 1921)
- Luciola graeca Laporte, 1833 => Lampyroidea graeca (Laporte, 1833)
- Luciola aquatilis Thancharoen, 2007 =>Sclerotia aquatilis (Thancharoen, 2007)
- Luciola brahmina Bourgeois, 1890 => Sclerotia brahmina (Bourgeois, 1890)
- Luciola carinata Gorham, 1880 => Sclerotia carinata (Gorham, 1880)
- Luciola formosana Pic, 1916 => Luciola flavida Hope, 1845 => Sclerotia flavida (Hope, 1845)
- Luciola seriata Olivier, 1891 => Sclerotia seriata (Olivier, 1891)
- Luciola cingulata Olivier, 1885 => Luciola substriata Gorham, 1880 => Sclerotia substriata (Gorham, 1880)